# Mohamed Amine Kabli
Mohamed Amine Kabli est un ancien footballeur marocain né le 21 septembre 1980 à Casablanca. Il évoluait au poste de milieu de terrain. Son club formateur est le Raja Casablanca.

## Biographie
Kabli a fait son apprentissage au football avec les gosses de son quartier de Derb Soltane à Casablanca (fief du Raja de Casablanca) jusqu'à l’âge de 12 ans (en 1992), date à laquelle il a rejoint l’école des Verts.
Pour beaucoup de connaisseurs, Amine Kabli reste l’une des révélations du championnat marocain depuis 2004. Le joueur est un pur produit de l’école du Raja de Casablanca où il s’est entraîné dans les équipes des jeunes pour commencer. Le déménagement de sa famille à Salé en 1993, l’a obligé à quitter Casablanca et ainsi découvrir un nouvel horizon mais pas avec l’AS Salé, mais avec le FUS de Rabat où il a brillé lors des championnats nationaux pendant 7 saisons, ainsi que la coupe Moulay Ismail organisé tous les ans par le club de la capitale. Il s'est même entraîné avec l’équipe seniors à l’époque, mais sans jouer le moindre match. En septembre 2000, il débarque chez les voisins de l’AS Salé et les conduit 3 saisons plus tard parmi l’élite du football marocain pour la première fois depuis 17 ans.
En 2006, Kabli rejoint le club du Moghreb de Tétouan où il réalisa de bonnes prestations, ce qui lui permettra durant le mercato d'hiver 2007-2008 d'être transféré aux FAR de Rabat contre la somme de 1 000 000 DH et de porter les couleurs de l'équipe militaire.
Le mardi 17 juillet 2008, il marque son premier but avec les FAR de Rabat et avec la manière s'il vous plaît, il reprend le ballon de façon spectaculaire lors des dernières minutes du match, il ne s'est pas posé pas de questions en tentant une superbe volée qui n'a laissé aucune chance au gardien de but de Charleroi et ainsi il aura inscrit l'unique but du match qui donna la victoire au club marocain face au club belge. C'était lors de la Morocco Summer Cup, un tournoi amical d'été se déroulant au Maroc.
Le 4 janvier 2011, Kabli a renouvelé son contrat avec l'AS FAR pour une durée d'un an et demi (18 mois). Il est désormais lié à l'AS FAR jusqu'au 30 juin 2012. Le contrat précédent est arrivé à échéance le 31 décembre 2010.
- 1980 : Naissance à Casablanca
- 1992 : Signe sa première licence avec le Raja de Casablanca
- 1993 : Déménagement à Salé
- 2000 : Joue son premier match en GNF 2 avec l'AS Salé
- 2005 : Présélectionné pour la CAN 2006 en Égypte
- 2008 : Transfert du joueur chez l'AS FAR
- 2011 : Renouvelle son contrat avec l'AS FAR

## Distinctions
Amine Kabli a figuré dans le Onze d’Or 2004 du GNF 1.

## Carrière
- 1992 - 1993 : Raja de Casablanca  Maroc
- 1993 - 2000 : FUS de Rabat  Maroc
- 2000 - 2006 : AS Salé  Maroc
- 2006 - 2007 : Moghreb de Tétouan  Maroc
- 2008 - 2012 : FAR de Rabat  Maroc